# Villeneuve-les-Bordes
Villeneuve-les-Bordes ist eine französische Gemeinde in der Region Île-de-France. Sie gehört zum Département Seine-et-Marne, zum Arrondissement Provins und zum Kanton Provins. Die Bewohner nennen sich die Villeneuvois.

## Geographie
Sie grenzt im Norden an Fontains, im Nordosten an Rampillon und Meigneux, im Osten an Gurcy-le-Châtel, im Süden an Montigny-Lencoup, im Südwesten an Coutençon und im Westen an La Chapelle-Rablais. 

## Bevölkerungsentwicklung
| Jahr      | 1962 | 1968 | 1975 | 1982 | 1990 | 1999 | 2008 | 2014 |
| --------- | ---- | ---- | ---- | ---- | ---- | ---- | ---- | ---- |
| Einwohner | 288  | 287  | 288  | 353  | 509  | 579  | 580  | 602  |

## Sehenswürdigkeiten
- Kirche Notre-Dame-Saint-Blaise (siehe auch: Liste der Monuments historiques in Villeneuve-les-Bordes)

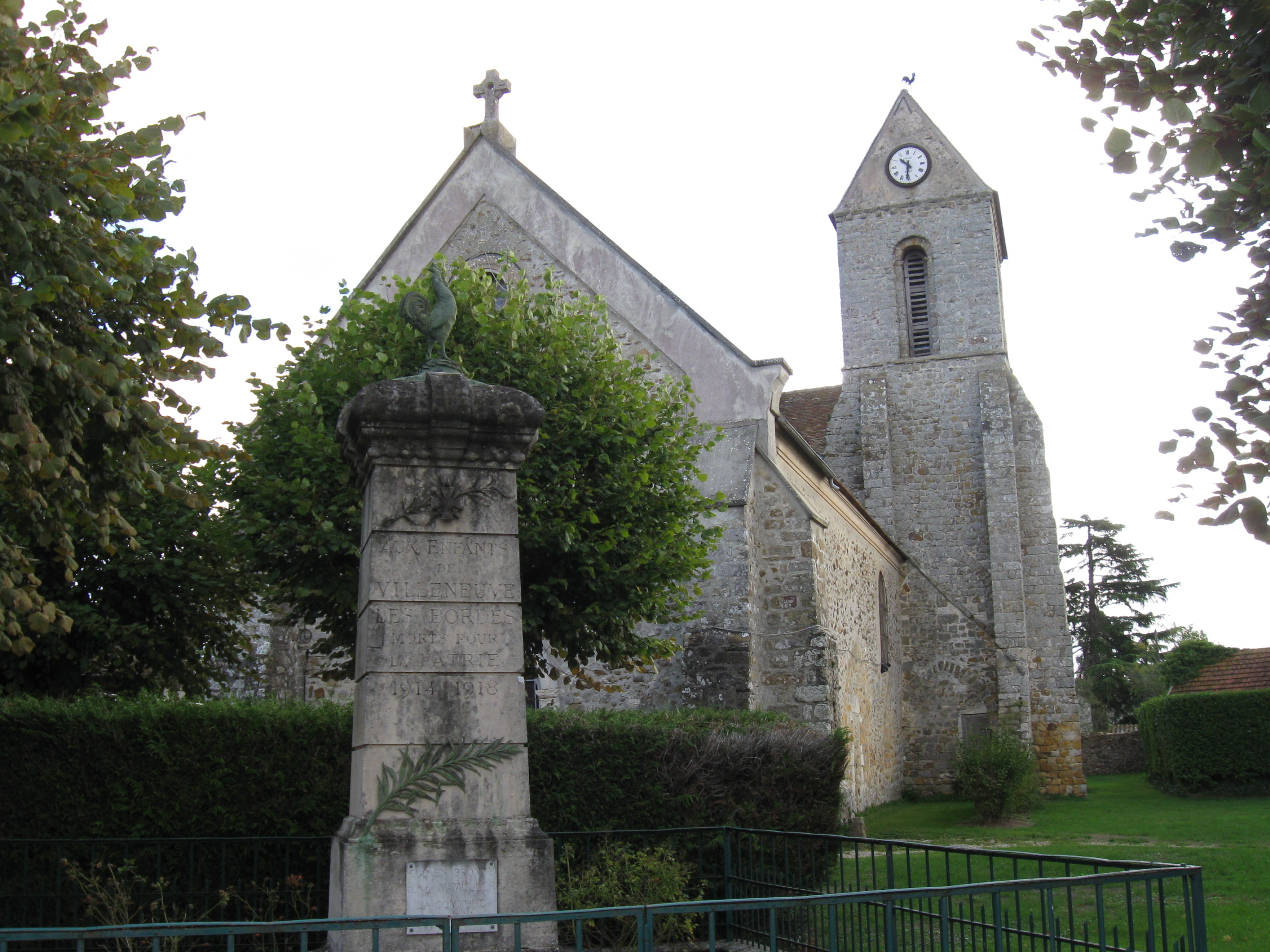
Kirche Notre-Dame-Saint-Blaise
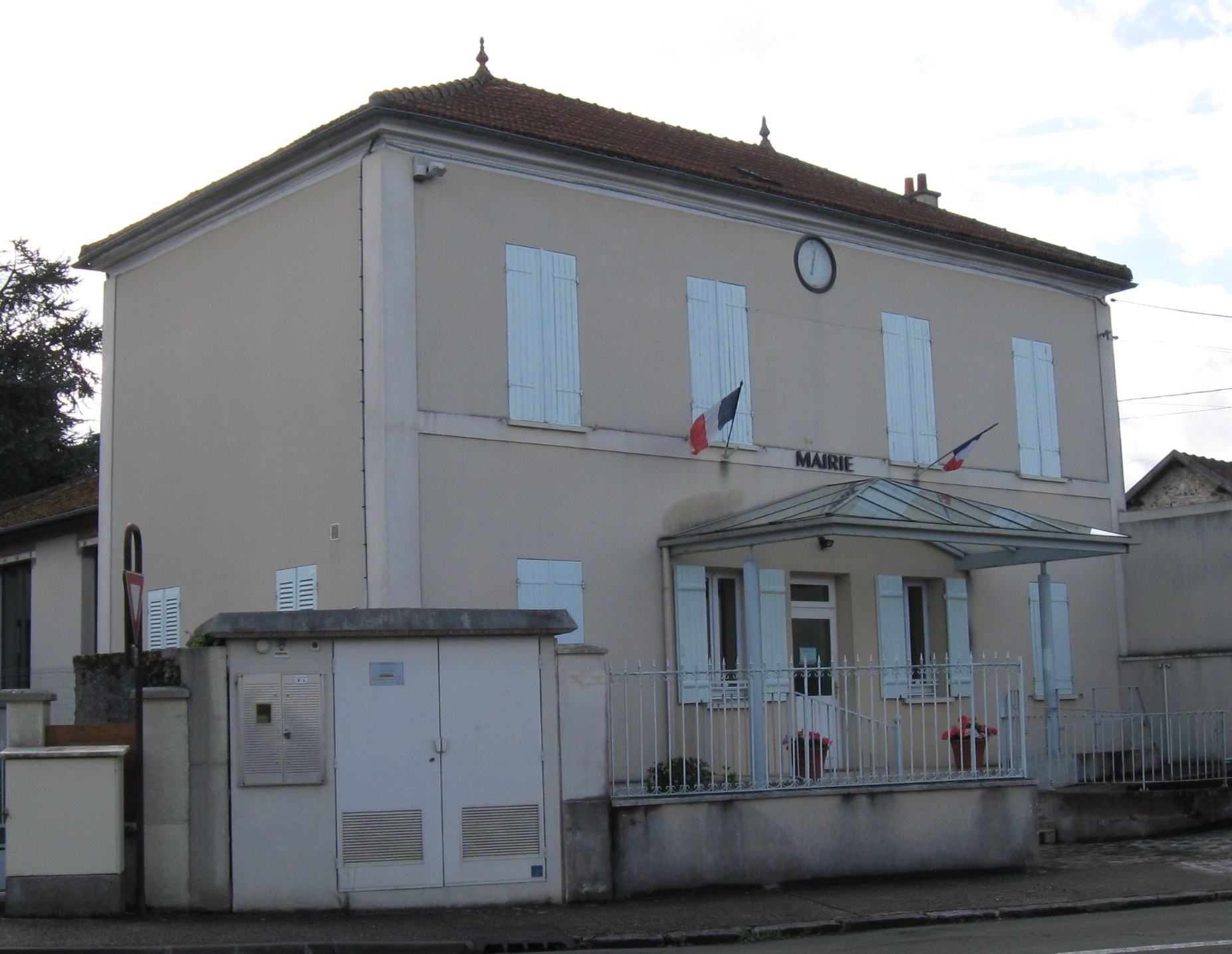
Mairie (Rathaus)